# Agueda Amaral
Águeda Amaral (ur. 27 maja 1972) – lekkoatletka timorska, specjalistka maratonu.
Nie odnosi większych sukcesów sportowych, znana jest głównie jako reprezentantka swojego kraju. Startowała już na igrzyskach olimpijskich w Sydney w 2000, ale ponieważ Timor Wschodni nie był jeszcze niepodległym państwem, występowała jako „niezależny sportowiec olimpijski” pod flagą olimpijską. Na kolejnych igrzyskach w Atenach startowała już jako zawodniczka Timoru Wschodniego i na uroczystości otwarcia zawodów niosła narodową flagę. W Sydney w maratonie zajęła 43. miejsce (z czasem 3:10:55), w Atenach – 65. (3:18:25). Rekord życiowy ustanowiła w grudniu 2003 w maratonie w Hanoi (3:03:53).
Nie ukończyła maratonu na mistrzostwach świata w Helsinkach w sierpniu 2005.

## Rekordy życiowe
- bieg na 1500 m – 4:37,30 (1988) rekord Timoru Wschodniego
- bieg na 3000 m – 9:41,94 (1991) rekord Timoru Wschodniego
- bieg na 5000 m – 17:08,87 (1989) rekord Timoru Wschodniego
- bieg na 10 000 m – 37:04,17 (1988) rekord Timoru Wschodniego
- maraton – 3:03:53 (2003) rekord Timoru Wschodniego